# ベルサイユのばら 薔薇は美しく散る オリジナル・サウンドトラック&名場面音楽集
『ベルサイユのばら 薔薇は美しく散る オリジナル・サウンドトラック&名場面音楽集』（ベルサイユのばら ばらはうつくしくちる オリジナル・サウンドトラック アンド めいばめんおんがくしゅう）は、テレビアニメ『ベルサイユのばら』のオリジナル・サウンドトラック・アルバムである。1994年9月24日にキティレコード（現・ユニバーサルミュージック）から発売されている。

## 概要
過去に2枚のLPアルバム
1. 『ベルサイユのばら オリジナル・サウンドトラック 薔薇は美しく散る』（規格品番：MKA-7002）
2. 『ベルサイユのばら 名場面音楽集 薔薇は美しく散る』（規格品番：MKA-7003）

として発売されていたものを、1枚のCDに収めている。主題歌「薔薇は美しく散る」と、CD化に際して追加された未発表テイクなど、BGMを含む全20曲が収録されている。

## 曲目リスト
1. 薔薇は美しく散る [3:22]
歌：鈴木宏子
作詞：山上路夫、作曲・編曲：馬飼野康二
※オープニングテーマ
2. 情熱の紅いばら [5:45]
作曲・編曲：馬飼野康二、ナレーション・朗読：田島令子・志垣太郎
3. 愛ゆえの哀しみ [4:49]
歌：鈴木宏子・田島令子
作詞：山上路夫、作曲・編曲：馬飼野康二
4. MAGICAL ROSE [3:42]
歌・コーラス：ブロウニー
作詞：アリス・ソクラス、作曲・編曲：馬飼野康二
5. 星になるふたり（C'est Toi） [5:43]
歌・コーラス：ブロウニー
作詞：片桐和子、作曲・編曲：馬飼野康二
6. 麗しき人よ! [2:52]
作曲・編曲：馬飼野康二、ナレーション・朗読：上田みゆき
7. 私はとらわれびと [3:56]
歌：鈴木宏子
作詞：来生えつこ、作曲・編曲：馬飼野康二
8. 優しさの贈り物 [3:12]
作曲・編曲：馬飼野康二
9. 愛の光と影 [3:12]
歌：鈴木宏子
作詞：山上路夫、作曲・編曲：馬飼野康二
※エンディングテーマ

以下は〈オリジナルBGMセレクション名場面音楽集〉と題している。
1. 薔薇は美しく散る M2 [1:39]
2. BGM(1) [3:48]
ベルサイユの朝
オスカルの誕生
時代の流れ D
3. 麗しき人よ [2:52]
4. BGM(2) [3:56]
宮廷の情景
ファンファーレ
歴史的 B
舞踏会
5. BGM(3) [4:16]
愛の告白
ショック B
哀しみ M4
6. BGM(4) [4:02]
歴史的 C
蠢(うごめ)く陰謀
結ばれた友情
7. BGM(5) [2:29]
変奏 A
甘く悲しく流れて
ショック F
8. BGM(6) [2:41]
革命 M3
死の予感
9. BGM(7) [4:16]
戦い M19
変奏 B
別れ
10. BGM(8) [3:05]
やすらぎの時
時代の流れ B
11. 愛の光と影 M2 [1:17]

## 備考
LP盤の1枚目はオスカルとマリー・アントワネットの華麗カラーポスターが付いており、ディスクジャケットはCDと同じくイラストであるが背景の色が異なっている。2枚目はディスクジャケットのデザインのみ異なる。いずれも多賀英典がプロデュースしている。